# Bhangra (muziek)

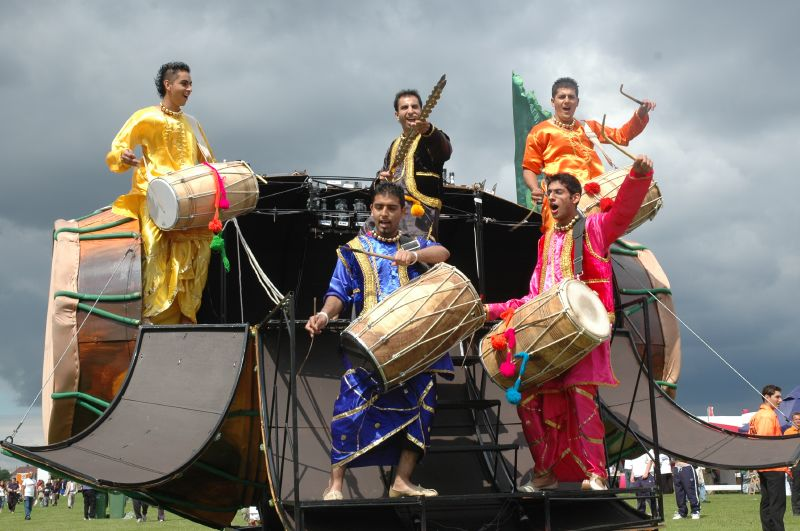
Dhol-spelers

Bhangra is een volksmuziekstijl die twee eeuwen geleden is ontstaan in Punjab, een streek in Noord-India die zich uitstrekt tot in Pakistan.
Bhangra is dansbare feestmuziek die gemaakt wordt om het binnenhalen van de oogst te vieren. Omdat er ook bhang (hasjiesj) werd gerookt bij deze vieringen, kreeg de muziek de naam bhangra. Kenmerkend en essentieel voor bhangra is het aanstekelijke ritme van de dhol, een druminstrument dat met een stok en een twijgje wordt bewerkt. De thumbi, een snaarinstrument, produceert het hoge, tokkelende geluid. De punjabi-zanger bezingt de liefde met verve. 'Omdat er zo weinig basiselementen in de bhangra zijn, laat het zich eenvoudig combineren met andere stijlen', aldus de Pakistaans-Engelse deejay Eagle-l. 'En de dhol bijvoorbeeld is makkelijk te vervangen door een drumcomputer.'